# Orthés
Orthés, en grec moderne : Ορθές, est un village du dème de Mylopótamos, en Crète, en Grèce. Selon le recensement de 2011, la population d'Orthés compte 130 habitants. Il est situé à une altitude de 320 m et à une distance de 28 km de Réthymnon.

## Recensements de la population
| Recensements | 1900 | 1920 | 1928 | 1940 | 1951 | 1961 | 1971 | 1981 | 1991 | 2001 | 2011 |
| ------------ | ---- | ---- | ---- | ---- | ---- | ---- | ---- | ---- | ---- | ---- | ---- |
| Population   | 279  | 309  | 314  | 286  | 280  | 268  | 220  | 196  | -    | 173  | 130  |